# Сантилли, Антония
Антония Сантилли (итал. Antonia Santilli, род. 8 августа 1949, Спиньо-Сатурния) — итальянская киноактриса.

## Карьера
Окончила факультет гуманитарных наук Римского университета по специальности «современная литература» (1973). Выступала в любительском театре. Работала моделью.
Была дублёром Орнеллы Мути в фильме Умберто Ленци «Идеальное место для убийства» (1971).
С 1972 года снимается в кино. В 1972—1973 годах исполнила роли в 12 фильмах, в основном в эротических лентах.
Антония Сантилли также сыграла роль Рины Д’Аньело, дочери дона Джузеппе, в фильме Фернандо Ди Лео «Босс» (1973).
Советско-итальянская комедия «Невероятные приключения итальянцев в России» (1974) — последняя роль в её карьере. Приняла приглашение сниматься в СССР, отказавшись от работы в американской криминальной драме «Серпико» с Аль Пачино в главной роли.

## Семья
После съёмок «Итальянцев» вышла замуж за бизнесмена, родила сына и больше не снимается.

## Фильмография
- 1972 — Спасибо, синьоры путаны — Ева (под псевдонимом Ирина Росс)
- 1972 — Боккаччо — женщина в ванне
- 1972 — Брат благочестивой сестры — Чиярина
- 1972 — Моё тело в ярости — Сильвия
- 1972 — Декамеротикус — Памела
- 1972 — Божья кара — эпизод
- 1973 — Босс — Рина Д’Аньело
- 1973 — Еще раз перед расставанием — доктор Карли
- 1973 — Он и я — Флавия Протти
- 1973 — Лучшая сторона Паолины — Полина Бонапарт
- 1974 — Невероятные приключения итальянцев в России — Ольга, внучка русской актрисы-балерины, которая эмигрировала в Италию после революции